# Bondorf (Schnaittach)
Bondorf ist ein Gemeindeteil des Marktes Schnaittach im Landkreis Nürnberger Land (Mittelfranken, Bayern). Die Gemarkung Bondorf hat eine Fläche von 2,907 km². Sie ist in 639 Flurstücke aufgeteilt, die eine durchschnittliche Flurstücksfläche von 4549,26 m² haben.

## Lage
Das Dorf liegt im Tal des Bondorfer Bachs, eines linken Zuflusses des Osternoher Bachs, und ist von Erhebungen der Hersbrucker Alb umgeben. Der Skilift Osternohe befindet sich in unmittelbarer Nähe. Die Kreisstraße LAU 10 führt nach Osternohe (0,7 km nördlich) bzw. nach Morsbrunn (2,4 km südöstlich).

## Geschichte
Der Ortsname bedeutet Baumdorf und weist auf eine verhältnismäßig späte Entstehung hin.
Mit dem Gemeindeedikt wurde Bondorf im Jahr 1808 dem Steuerdistrikt Osternohe zugewiesen. Zugleich entstand die Ruralgemeinde Bondorf. Sie unterstand in Verwaltung und Gerichtsbarkeit dem Landgericht Lauf. 1857 wurde die Gemeinde nach Osternohe eingegliedert. Im Zuge der Gebietsreform in Bayern wurde Bondorf am 1. Juli 1971 nach Schnaittach eingemeindet.